# Ilmarë
Ilmarë es un personaje de ficción del legendarium  de J.R.R. Tolkien. Su nombre viene de la palabra élfica "luz de estrellas". Junto con Eönwë, es una de las Maiar más poderosas, y es la doncella de Varda. Solo aparece brevemente en el Valaquenta. En La Historia de la Tierra Media se la llama Erinti, y era la dama de Tol Eressëa. Como todos los Ainur, fue creada por Ilúvatar en  la   Música de los Ainur. 